# Jun Suzuki (fotbollsspelare född 1989)
Jun Suzuki (鈴木 惇 Suzuki Jun?), född 22 april 1989 i Fukuoka prefektur, är en japansk fotbollsspelare.
Suzuki började sin karriär 2007 i Avispa Fukuoka. Han spelade 151 ligamatcher för klubben. 2013 flyttade han till Tokyo Verdy. Han gick tillbaka till Avispa Fukuoka 2015. 2017 blev han utlånad till Oita Trinita. Han gick tillbaka till Avispa Fukuoka 2018.